# Club de Futbol Verge de Lluc
El Club de Futbol Verge de Lluc (popularment conegut com a Verge de Lluc) és un club de futbol de Palma (Mallorca, Illes Balears), fundat l'any 1969.
El club ha estat una de les entitats més representatives del seu barri, de naturalesa humil i popular. Fou creat al barri de Mare de Déu de Lluc, nascut el 1957 en l'extraradi de Palma com a grup d'habitatges de protecció oficial, poblat bàsicament per població immigrant peninsular.

## Història
D'inici va existir un equip infantil (temporada 1958-59) i un juvenil (temporada 1961-62), però no va ser fins 1969 que el club va assolir estabilitat. Llavors va començar a competir el seu primer equip masculí i, des de 1970, el juvenil i el femení. Els seus millors anys esdevingueren a principis dels anys 70, amb l'equip femení, i a principis dels anys 90, quan l'equip masculí assolí la Regional Preferent.
A mitjans dels anys 90 l'activitat del club va començar a minvar a causa del mal estat del seu terreny de joc. Des de 1997 el primer equip va deixar de competir i el 2002 el club es trobava esportivament inactiu per manca d'un terreny de joc adequat. Entre 2014 i 2016 es va intentar recuperar l'activitat del club amb equips de futbol base, però la iniciativa no va reeixir.
Malgrat tot el club no desaparegué i va poder mantenir una estructura bàsica. Va reiniciar l'activitat durant la temporada 2024-25, després de la reinauguració del seu terreny de joc l'estiu de 2024.

### Classificacions en lliga
| - 1969-70: 2a Regional, Gr. A (11è) - 1970-71: 2a Regional, Gr. A (3r) - 1971-72: 2a Regional, Gr. A (13è) - 1972-73: 3a Regional, Gr. A (2n) - 1973-74: 2a Regional (7è) - 1974-75: 2a Regional (2n) - 1975-76: 1a Regional (5è) - 1976-77: 1a Regional (16è) | - 1977-78: 2a Regional (11è) - 1978-79: 2a Regional (12è) - 1979-80: 2a Regional (9è) - 1980-81: 2a Regional (14è) - 1981-82: 2a Regional (1r) - 1982-83: 1a Regional (4t) - 1983-84: 1a Regional (5è) - 1984-85: 1a Regional (10è) | - 1985-86: 1a Regional (8è) - 1986-87: 1a Regional (6è) - 1987-88: 1a Regional (10è) - 1988-89: 1a Regional (6è) - 1989-90: 1a Regional (14è) - 1990-91: 1a Regional (4t) - 1991-92: Reg. Preferent (10è) - 1992-93: Reg. Preferent (19è) | - 1993-94: 1a Regional (13è) - 1994-95: 1a Regional (5è) - 1995-96: 1a Regional (8è) - 1996-97: 1a Regional (10è) - 1997-2024: no va participar - 2024-25: 2a Regional, Gr. A |

 - Ascens 

 - Descens

## Dades del Club

### Temporades
- Temporades en Regional Preferent (2): 1991-93
- Temporades en Primera Regional (15): 1975-77, 1982-91 i 1993-97
- Temporades en Segona Regional (11): 1969-72, 1973-75, 1977-82 i 2024-25
- Temporades en Tercera Regional (1): 1972-73
- Millor classificació a la lliga: 10è, en Regional Preferent (temporada 1991-92)

## Futbol femení
El club va assolir gran rellevància a principis dels anys 70 gràcies al seu equip de futbol femení, un dels primers organitzats a Mallorca i el de major potencial esportiu aquells anys en què la competició s'organitzà per primera vegada a les Illes Balears, tot i que no es va consolidar. L'equip va assolir el Campionat de Mallorca organitzat la temporada 1970-71, enfront el CE Constància, i es va mantenir com el conjunt més representatiu fins a la desaparició del futbol femení de les Illes, devers 1973.
Amb la recuperació de l'activitat esportiva del club arran la reinauguració del terreny de joc també es va recuperar l'equip femení, que va estar actiu des de la temporada 2024-25.

## Camp
El terreny de joc del club és el Camp Municipal Verge de Lluc, antigament conegut com a Camp José Sempere (nom del fundador i president del club), inaugurat el 1974 i reformat el 2024. Té capacitat per a 120 espectadors i gaudeix de gespa artificial. Actualment el comparteix amb dues entitats esportives més: el Baleares sin Fronteras FC (també de futbol) i el Mallorca Hoquei Club (hoquei sobre herba).

## Palmarès

### Tornejos regionals
- Segona regional (1): 1981-82
- Subcampió Segona Regional (1): 1974-75
- Subcampió Tercera Regional (1): 1972-73

### Futbol femení
- Primera Regional femenina (1): 1971